# Guglielmo Massaia
Guglielmo Massaia, au siècle Lorenzo Antonio Massaia (9 juin 1809 - 6 août 1889) est un missionnaire catholique et religieux capucin italien qui fut vicaire apostolique de Harar en Abyssinie, et créé cardinal par le pape Léon XIII. Il est reconnu vénérable par l'Église catholique qui a engagé la procédure pour sa béatification.

## Biographie

### Débuts de vie religieuse
Lorenzo Antonio Massaia est né à Piovà (appelée depuis Piovà Massaia en son honneur), dans la province d'Asti, au Piémont. Il est d'abord formé par son frère Guglielmo, prêtre, avant d'entrer au séminaire royal d'Asti, en 1824. Le 6 septembre 1826, il entre chez les Frères mineurs capucins où il prend le nom de frère Guglielmo, en hommage à son frère. Après avoir reçu l'ordination sacerdotale le 16 juin 1832 et terminé ses études, il exerce la direction spirituelle de l'hôpital Mauriziano de Turin. Il apprend là de précieuses notions de médecine et de chirurgie et est le confesseur et conseiller de saint Giuseppe Benedetto Cottolengo. À partir de 1836, il enseigne la philosophie au couvent de Moncalieri et parallèlement, sert de directeur spirituel au futur roi d'Italie Victor-Emmanuel II.

### Mission en Éthiopie
Le 4 mai 1846, le pape Grégoire XVI instaure le vicariat apostolique de Harar en Éthiopie, et appelle Guglielmo Massaia pour en occuper les fonctions. Il reçoit l'ordination épiscopale le 24 mai suivant dans la basilique Santi Ambrogio e Carlo al Corso à Rome. Il quitte l'Italie le 4 juin 1846 mais n'arrivera dans sa terre de mission que le 21 novembre 1852, après un voyage fait de nombreuses péripéties. Il effectue un pèlerinage en Terre sainte, se fait arrêter à l'entrée de la mer Rouge, subit l'exil et évite plus d'une fois la prison et la mort. 
Après son arrivée dans la région de Harar, c'est avec une grande énergie qu'il organise une importante activité missionnaire. Il instaure de nombreuses communautés, des églises, des écoles, et reçoit une aide matérielle et financière par les dons venus d'Europe. Il écrit et publie le premier catéchisme et le premier ouvrage de grammaire en langue locale. Il acquiert la sympathie et la confiance des habitants et sa renommée grandit tellement que le futur empereur Menelik II le prend comme conseiller dans les années 1870-1880. Mgr Massaia effectue une pastorale efficace : il forme la jeunesse, constitue un clergé autochtone et consacre trois évêques missionnaires, parmi lesquelles saint Justin de Jacobis. En complément de ses actions religieuses, il défend la promotion humaine, favorisant le développement dans le champ de l'hygiène et de la médecine dans certaines régions ravagées par les épidémies. Le 2 août 1881, il est nommé évêque titulaire de Stauropolis (de).

### Cardinal
Il est créé cardinal par le pape Léon XIII qui l'estimait particulièrement, au consistoire du 10 novembre 1884 au titre de Ss. Vitale, Valeria, Gervasio e Protasio. Le pape lui demande de mettre par écrit sa riche expérience missionnaire, I mei trentacinque anni di missione nell'alta Etiopia : memorie storiche (Mes trente-cinq ans de mission en Haute Éthiopie, mémoires historiques), qui sera publié en 1885. Cet ouvrage devient l'un des chefs-d'œuvre de la littérature missionnaire. Mgr Massaia inspira de nombreux missionnaires et influença certains fondateurs de congrégations religieuses, comme Daniel Comboni ou Giuseppe Allamano. 
À l'annonce de sa mort, survenue le 6 août 1889 à San Giorgio a Cremano, près de Naples, nombreux sont ceux qui déclarèrent : "Un saint est mort !", et parmi eux le pape Léon XIII.

## Béatification et canonisation
Le processus en vue de la béatification et canonisation de Guglielmo Massaia débute en 1914. L'enquête diocésaine démarre en 1941 à Frascati, où repose le serviteur de Dieu. La cause est relancée en 1993, et transférée à Rome en 2009 pour y être étudiée par la Congrégation pour les causes des saints. 
Le 1er décembre 2016, le pape François reconnaît ses vertus héroïques, lui attribuant ainsi le titre de vénérable.

## Succession apostolique
Guglielmo Massaia a ordonné les évêques suivants :
- Évêque Giustino Sebastiano Pasquale de Jacobis, C.M. (1849)
- Évêque Felicissimo Cocino (it), O.F.M.Cap. (1859)
- Évêque Louis-Taurin Cahagne, O.F.M.Cap. (1875)

## Cinéma
La vie du cardinal Massaia a été l'objet d'un portage à l'écran en 1939 dans le film Abuna Messias (L'Apôtre du désert) par Goffredo Alessandrini.